# Fournets-Luisans
Fournets-Luisans è un comune francese di 636 abitanti situato nel dipartimento del Doubs nella regione della Borgogna-Franca Contea.

## Società

### Evoluzione demografica
Abitanti censiti